# Melodifestivalen 1980

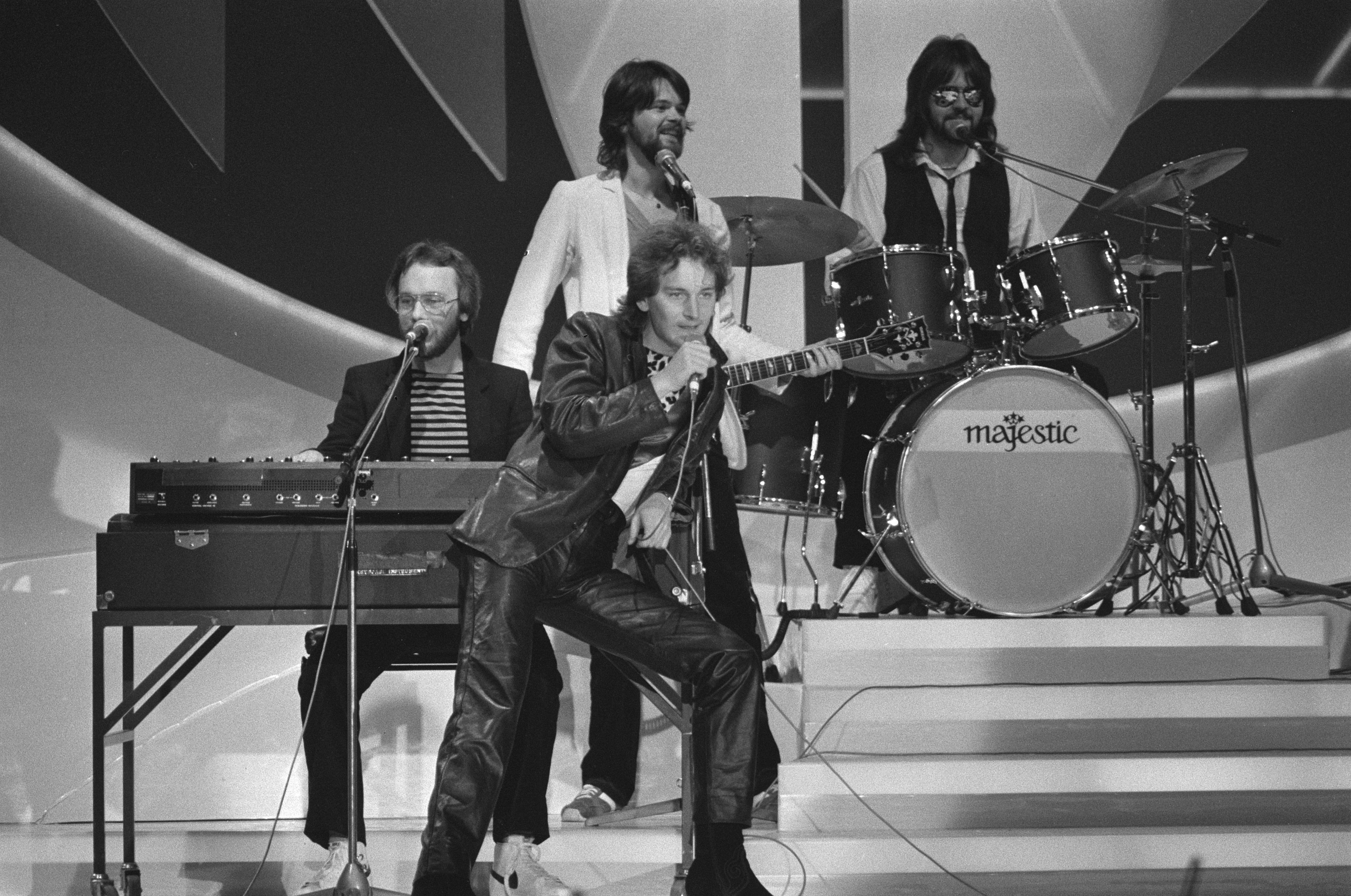
Melodifestivalen 1980

El Melodifestivalen 1980 tuvo lugar en el estudio 1 el 8 de marzo. La presentación corrió a cargo de Bengt Bedrup, mientras que la dirección de la orquesta estuvo en manos de Anders Berglund.
| Nr. | Artista                       | Canción                    | Texto/Música                    | Puntos | Posición |
| --- | ----------------------------- | -------------------------- | ------------------------------- | ------ | -------- |
| 1   | Tomas Ledin                   | Just nu                    | Tomas Ledin                     | 112    | 1        |
| 2   | Paul Paljett                  | Tusen sekunder             | Tania y Torgny Söderberg        | 32     | 9        |
| 3   | Kenta                         | Utan att fråga             | Kenta Gustafsson y Bo Rosendahl | 56     | 6        |
| 4   | Eva Dahlgren                  | Jag ger mig inte           | Eva Dahlgren                    | 48     | 7        |
| 5   | Ted Gärdestad y Annica Boller | Låt solen värma dig        | Ted y Kenneth Gärdestad         | 57     | 5        |
| 6   | Chips                         | Mycke', mycke' mer         | Torgny Söderberg y Lasse Holm   | 75     | 4        |
| 7   | Liza Öhman                    | Hit men inte längre        | Bengt Palmers                   | 94     | 3        |
| 8   | Lasse Lindbom                 | För dina bruna ögons skull | Per Gessle y Mats Persson       | 27     | 10       |
| 9   | Janne Lucas Persson           | Växeln hallå               | Lasse Holm y Gert Lengstrand    | 96     | 2        |
| 10  | Tania                         | Å sjuttital                | Torgny Söderberg                | 41     | 4        |

## Sistema de votación
| Artista   | Luleå | Falun | Karl. | Gotem. | Umeå | Örebro | Norrk. | Malmö | Sunds. | Växjö | Estoc. | Total | Posición |
| --------- | ----- | ----- | ----- | ------ | ---- | ------ | ------ | ----- | ------ | ----- | ------ | ----- | -------- |
| Ledin     | 12    | 8     | 10    | 10     | 10   | 12     | 10     | 12    | 12     | 6     | 10     | 112   | 1        |
| Paljett   | 2     | 4     | 1     | 2      | 3    | 1      | 2      | 6     | 4      | 4     | 3      | 32    | 9        |
| Kenta     | 5     | 12    | 6     | 6      | 6    | 8      | 3      | 2     | 3      | 3     | 2      | 56    | 6        |
| Dahlgren  | 4     | 5     | 3     | 4      | 2    | 6      | 8      | 5     | 2      | 5     | 4      | 48    | 7        |
| Gärdestad | 6     | 2     | 12    | 7      | 7    | 3      | 4      | 7     | 6      | 2     | 1      | 57    | 5        |
| Chips     | 8     | 6     | 5     | 5      | 4    | 5      | 12     | 8     | 5      | 10    | 7      | 75    | 4        |
| Öhman     | 7     | 10    | 8     | 8      | 8    | 7      | 6      | 10    | 10     | 8     | 12     | 94    | 3        |
| Lindbom   | 1     | 1     | 4     | 3      | 5    | 4      | 1      | 1     | 1      | 1     | 5      | 27    | 10       |
| Persson   | 10    | 7     | 7     | 12     | 12   | 10     | 7      | 4     | 7      | 12    | 8      | 96    | 2        |
| Tania     | 3     | 3     | 2     | 1      | 1    | 2      | 5      | 3     | 8      | 7     | 6      | 41    | 8        |